# 池原氏
池原氏（いけはらうじ）は、「池原」を氏の名とする氏族。崇神天皇の子豊城入彦命の後裔とされる皇別氏族で、上毛野氏の支族。

## 概要
池原氏は多奇波世君の子孫と称した。氏の名は常陸国茨城郡（茨城県石岡市全域と土浦市・行方市・小美玉市・東茨城郡・笠間市の各一部）の地名に由来するとも、あるいは上野国・摂津国の地名に由来するとも言われ、諸説ある。
上毛野竹葉瀬の子孫である池原禾守（池原粟守）が天平勝宝7歳（755年）に池原公の氏姓を賜与された。さらに延暦10年（791年）4月に池原綱主らは本拠地である摂津国住吉郡にちなんで、住吉朝臣の氏姓を賜与された。ほかに、池原朝臣姓を賜与された一族もいた。